# Jeroen Nieuwenhuize
Jeroen Nieuwenhuize (Hoogerheide, 3 juli 1972) is een Nederlandse diskjockey en stemacteur.

## Radio
Nieuwenhuize kwam in 1992 terecht bij de regionale radiozender Omroep Zeeland. In 1998 stuurde hij een demo naar Radio 538, waarna hij een eigen programma kreeg op de commerciële zender. In 2017 is hij ook werkzaam geweest bij zusterstation Radio Veronica.
Op 18 mei 2018 maakte Nieuwenhuize bekend dat hij stopt met zijn presentatiewerkzaamheden bij Radio 538. In juli 2018 maakte hij de overstap naar Radio 10. Hier volgde hij Edwin Diergaarde op, die op zijn beurt doorschoof in de programmering.
| Periode    | Programma           | Zender         | Opmerking |
| ---------- | ------------------- | -------------- | --- |
| 1998       | Greatest Hits       | Radio 538      | Weekendprogramma. |
| 1998-1999  | The Morning J.E.M.  | Radio 538      | Maandag t/m vrijdag van 6:00 tot 9:00 uur samen met Erik-Jan Rosendahl en Michiel Veenstra.                                               |
| 1999-2007  | Jeroen Afternoon    | Radio 538      | Maandag t/m donderdag van 14:00 tot 16:00 uur.                                                                                            |
| 2007-2010  | Jeroen Afternoon    | Radio 538      | Zaterdag van 15:00 tot 18:00 uur samen met Kimberly van de Berkt.                                                                         |
| 2010-2013  | Jeroen Nieuwenhuize | Radio 538      | Maandag t/m donderdag van 14:00 tot 16:00 uur.                                                                                            |
| 2013       | 538 Hitzone         | Radio 538      | Maandag t/m donderdag van 14:00 tot 16:00 uur.                                                                                            |
| 2006-2018  | Nederlandse Top 40  | Radio 538      | Van 20 oktober 2006 tot en met 22 juni 2018, iedere vrijdagmiddag van 14:00 tot 18:00 uur. Eerder was hij al als vaste invaller te horen. |
| 2017       | Top 1000 Classics   | Radio Veronica | Maandag t/m vrijdag van 10:00 tot 12:00 uur.                                                                                              |
| 2018-heden | Jeroen Nieuwenhuize | Radio 10       | Maandag t/m vrijdag van 12:00 tot 14:00 uur.                                                                                              |

## Televisie
Vanaf april 1998 presenteerde Nieuwenhuize enige tijd de televisie-uitzending van de Nederlandse Top 40 op SBS6.
Van 1999 tot en met 2006 presenteerde hij verschillende programma's op TMF, waaronder op woensdag de Dag Top 5, Albumcharts, Club MTV (op MTV), Factory Facts en de Top 40.
In 2008 presenteerde hij het autoprogramma Wheels on Seven op RTL 7.
In 2023 was Nieuwenhuize te zien als secret singer in het televisieprogramma Secret Duets. In 2024 deed hij samen met Celine Huijsmans mee aan het televisieprogramma De Grote Muziekquiz. In 2025 deed hij samen met collega’s van Radio 10 mee aan het televisieprogramma De kwis met ballen VIPS.

## Voice-over
Nieuwenhuize doet ook voice-over werk voor radio en televisie. Hij was onder meer de voice-over in het derde seizoen van de talentenjacht X Factor. Tevens is hij de stem in filmcommercials en reclames voor onder andere Hitzone en Lipton. Ook is hij sinds november 2011 een van de huisstemmen van SBS6.
Nieuwenhuize sprak de stem in van Brogan voor de film Shrek Forever After, en de vertelstem in Scared Shrekless.

## Vakjury
In 2009 nam hij zitting in de vakjury van de Marconi Awards en in 2012 nam hij samen met Afrojack, Stacey Rookhuizen, Carlo Boszhard en Ali B plaats in de vakjury van het Nationaal Songfestival.

## Privé
Nieuwenhuize woont samen en heeft één dochter. In 2021 overleed hun zoontje kort na de geboorte.